# Verlagsgruppe Patmos in der Schwabenverlag AG
Die Verlagsgruppe Patmos in der Schwabenverlag AG ist ein Zusammenschluss der sechs Verlagshäuser Patmos Verlag, Matthias Grünewald Verlag, Jan Thorbecke Verlag, Verlag am Eschbach, Kunstverlag Ver Sacrum und Schwabenverlag. Der Hauptsitz der Verlagsgruppe Patmos in der Schwabenverlag AG ist Ostfildern. Der Verlag am Eschbach sowie der Kunstverlag Ver Sacrum sind am Nebensitz Eschbach im Markgräflerland angesiedelt.

## Geschichte
Mit der Übernahme eines Großteils des Verlagsprogramms des Patmos Verlags und des Namens am 1. Januar 2010 wurde mit den schon bei der Schwabenverlag AG ansässigen Verlagen Jan Thorbecke, Matthias Grünewald, Schwabenverlag und Verlag am Eschbach die Verlagsgruppe Patmos gegründet. Der Claim der Verlagsgruppe Patmos ist »Die Verlagsgruppe mit Sinn für das Leben«. In diesem Zusammenhang entstand auch das Label »Lebe gut«, zu dem seit 2012 das gleichnamige Magazin sowie seit 2022 der gleichnamige Podcast gehören.

## Verlage der Gruppe (chronologisch)

### Schwabenverlag
Neben der Schwabenverlag AG gibt es auch den namensgleichen Schwabenverlag als Imprint-Verlag innerhalb der Verlagsgruppe Patmos in der Schwabenverlag AG.
Der Schwabenverlag wurde 1848 gegründet von Florian Rieß. Zunächst erschienen neben dem Deutschen Volksblatt das Sonntagsblatt für das christliche Volk und der Katholische Volks- und Hauskalender, zwei volkstümliche Publikationsorgane, die in 200-jährigen Tradition bis heute erscheinen. Der ursprüngliche Schwabenverlag wurde dann 1923 zur Aktiengesellschaft und ist namentlich heute als Schwabenverlag AG das Dach der Unternehmensgruppe, die aus der Verlagsgruppe Patmos sowie Zeitschriften, unter anderem das Katholische Sonntagsblatt der Diözese Rottenburg-Stuttgart, besteht.
Der Schwabenverlag bietet mit seinem Verlagsprogramm Bücher mit dem Schwerpunkt pastorale Praxis, Kalender, Geschenkbücher sowie Geschenkhefte des Künstlerpfarrers Sieger Köder an.
2007 wurde der Klensverlag übernommen und dessen Verlagsprogramm in den Schwabenverlag integriert.

### Kunstverlag Ver Sacrum
Das Sortiment umfasst Andachtsbilder und Meditationsbilder, Postkarten und Schmuckkarten, Poster, Mäntel für die Gestaltung von Pfarrbriefen, Bildblätter und Bildtafeln mit Motiven von Sieger Köder.

### Jan Thorbecke Verlag
1999 wurde die Mehrheit am Jan Thorbecke Verlag von der Schwabenverlag AG erworben. Der Jan Thorbecke Verlag bietet zwei verschiedene Produktportfolios an: zum einen Lifestyle, Kochen, Backen, Haus und Garten. Zum anderen bietet der Verlag Produkte im Bereich Landeskunde und Geschichte an. Hierzu zählen wissenschaftliche Reihen, u. a. vom Deutschen Historischen Institut Paris, dem Konstanzer Arbeitskreis für mittelalterliche Geschichte, dem Landesamt für Denkmalpflege Baden-Württemberg, der Kommission für geschichtliche Landeskunde in Baden-Württemberg und deutschen Universitäten.

### Verlag am Eschbach
2001 wurde der zunächst eigenständige Verlag von der Schwabenverlag AG übernommen. Der Verlag hat entgegen den anderen Imprint-Verlagen seinen Sitz weiterhin am ursprünglichen Standort in Eschbach. Das Sortiment umfasst Geburtstagskarten und Glückwunschkarten sowie Bücher und Geschenkhefte.

### Matthias Grünewald Verlag
siehe Matthias-Grünewald-Verlag.

### Patmos Verlag
siehe bei Patmos Verlag die Geschichte des Verlages.
Zum Portfolio des Patmos Verlages gehören u. a. die Programmbereiche Religionen und Gesellschaft sowie Spiritualität. Des Weiteren bietet der Verlag im Bereich Psychologie Ratgeber, Sach- und Fachbücher an, u. a. die Gesammelten Werke von C. G. Jung, Bücher von Ingrid Riedel, Verena Kast, Erich Neumann, Udo Rauchfleisch, Irmtraud Tarr und Pim van Lommel.
2020 wurden in den Programmbereich Religion die Produkte der Jüdischen Verlagsanstalt Berlin aufgenommen.